# Lucas Radebe
Lucas Valeriu Radebe (Diepkloof, 1969. április 12. –), Dél-afrikai válogatott labdarúgó.
A Dél-afrikai Köztársaság válogatott tagjaként részt vett az 1998-as és a 2002-es világbajnokságon, az 1997-es konföderációs kupán, az 1996-os, az 1998-as és a 2000-es afrikai nemzetek kupáján.

## Sikerei, díjai
Kaizer Chiefs
- Dél-afrikai bajnok (2): 1991, 1992

Dél-Afrika
- Afrikai nemzetek kupája győztes (1): 1996